# Jennifer Fox (productrice)
Ne doit pas être confondu avec Jennifer Fox.
Pour les articles homonymes, voir Fox.
Jennifer Fox est une productrice de film américaine. 
De 2001 à 2007, elle a été présidente de Section Eight Productions. Auparavant, elle était vice-présidente de la production chez Universal Pictures. Jennifer Fox a été nommée pour un Oscar en 2008 pour son travail de production dans Michael Clayton. 

## Biographie
Pendant ses études à l’université de New York, Fox travaille pour plusieurs sociétés de production basées à New York, notamment American Playhouse. En 1997, elle est nommée chef du département du développement chez Universal. Deux ans plus tard, elle devient vice-présidente de la société et supervise la production de longs métrages. 
Un des premiers films créés sous sa férule est le film dramatique pour l’environnement Erin Brockovich, seule contre tous publié en 2000 par Steven Soderbergh, avec Julia Roberts dans le rôle principal.

## Filmographie
- Criminal (2004)
- The Jacke (2005)
- Good Night and Good Luck (2005)
- Syriana (2005)
- La rumeur court… (2005)
- Cowboys, Indians, and Lawyers (2006, documentaire télévisé)
- A Scanner Darkly (2006)
- The Half Life of Timofey Berezin (2006)
- Michael Clayton (2007)
- Duplicity (2009)
- The Informant! (2009)
- We Need to Talk about Kevin (2011)
- Jason Bourne : L'Héritage (2012)
- Night Call (2014)
- L'Affaire Roman J. (2017)
- Velvet Buzzsaw (2019)

## Récompenses et nominations
- Michael Clayton (2007) 
  - Nomination aux Oscars du meilleur film (partagée avec Sydney Pollack et Kerry Orent)
  - Gagnant du prix "Film de l'année" de l'AFI (partagé avec Sydney Pollack, Steve Samuels et Kerry Orent)
  - Nomination PGA Award "Producteur exceptionnel de films" (partagée avec Kerry Orent et Sydney Pollack)
- Il faut qu'on parle de Kevin (2011) 
  - Nomination pour le prix BAFTA "Prix Alexander Korda du meilleur film britannique" (partage avec Lynne Ramsay, Luc Roeg, Robert Salerno et Rory Stewart Kinnear)
  - Nomination "Meilleur film" des AACTA Awards (partagée avec Luc Roeg et Robert Salerno)
- Night Call (2014) 
  - Nomination "Meilleur film" des Circuit Community Awards (ACCA) (partage avec Tony Gilroy, Jake Gyllenhaal, David Lancaster et Michel Litvak)
  - Nomination "Prix du public" du Gotham Award (partagé avec Dan Gilroy, David Lancaster, Jake Gyllenhaal, Michel Litvak et Tony Gilroy)
  - Gagnant du prix "Film de l'année" du AFI (partagé avec Michel Litvak, Jake Gyllenhaal, David Lancaster et Tony Gilroy)
  - Gagnant du prix «Meilleur premier long métrage» par Independent Spirit (partagé avec Dan Gilroy, Tony Gilroy, Jake Gyllenhaal, David Lancaster et Michael Litvak)
  - Nomination en tant que "Meilleur film" de l'Association de film et de télévision en ligne (partagée avec Tony Gilroy, Michel Litvak, Jake Gyllenhaal et David Lancaster)
  - Nomination au prix "Producteur exceptionnel de films" de la PGA (partagée avec Tony Gilroy)